# Richard Lahautière
Auguste-Richard de La Hautière, dit Richard Lahautière, né le 21 mai 1813 à Paris et mort le 27 juin 1882 à Vendôme, est un avocat, journaliste et militant socialiste français. Avec Théodore Dézamy et Albert Laponneraye, il est l'une des principales figures du néo-babouvisme des années 1840.

## Biographie
Né le 21 mai 1813 à Paris dans une famille originaire du Vendômois, il étudie à l'Institution Saint-Victor (aujourd'hui lycée Chaptal), fondée en 1820 par Prosper Goubaux, et obtient le second prix de version latine au Concours général de 1828. À cette occasion, Eugène Delacroix réalise son portrait. Licencié en droit en 1835, il s'inscrit au barreau de Paris. Mais, attiré par le socialisme, il se lance dans le journalisme.
Rédacteur à L’Intelligence, journal de la réforme sociale, dirigé par Albert Laponneraye, il collabore également à L’Égalité, revue démocratique mensuelle, qui a une existence éphémère. Après L'Égalité, revue démocratique mensuelle (1839), il fonde en mai 1841 son propre journal, La Fraternité, journal moral et politique, dont il est rédacteur en chef. Après l'Égalitaire, cette publication est pendant quelques mois l'organe du courant plus révolutionnaire du communisme français néo-babouviste, le courant plus pacifique et spiritualiste s'exprimant dans le Populaire d'Étienne Cabet.
Il est surtout connu pour De la loi sociale (1841), ouvrage dédié à Pierre Leroux.
Retiré de la vie politique sous le Second Empire, il reprend ses activités d'avocat à Vendôme, avant d'être nommé, par décret impérial du 5 juin 1856, avoué près le tribunal de première instance de Vendôme en remplacement de M. Jourdain, décédé, puis rejoint le barreau de Blois en 1866,. Par ailleurs, il se consacre à la poésie.

## Œuvres
- Études et souvenirs, poésies (sous le nom de Richard de La Hautière, précédées d'une lettre de l'habitant des Landes), Paris, Rouanet, 1840, 84 p.
- Petit catéchisme de la réforme sociale (suivi de la relation du procès, et de quelques notes extraites des défenses présentées en faveur de l'Intelligence, par MM. Richard Lahautière et Choron, anciens rédacteurs de ce journal), Senlis, juin 1839
- Réponse philosophique (sous titre : « à un article sur le babouvisme, publié par M. Thoré, dans le Journal du peuple »), Paris, Rouanet, janvier 1840
- Boulets rouges (brochure, en collaboration avec Étienne Cabet), Paris, Fiquet, 1840
- Deux sous pour les bastilles, s'il vous plaît (brochure), Paris, Fiquet, 1840
- De la Loi sociale, Paris, Prévot, 1841, 95 p.
- Les Déjeuners de Pierre, dialogues, Paris, l'auteur, 1841, 4 livres en 1 vol.
- Causerie sur Ronsard : un sonnet sur Ronsard et une chanson de Béranger, Vendôme, imprimerie de Lemercier, 1863, 16 p.
- Tibulle, livre I, élégie X, (traduction en vers), Vendôme, imprimerie de Lemercier, 1864, 7 p.
- Poésies, Vendôme, imprimerie de Lemercier, 1866, 7 p.
- Étude biographique sur M. Hte de La Porte, Vendôme, Devaure-Henrion, 1868, 32 p.
- Élégies de Tibulle (traduction en vers), Vendôme, imprimerie de Lemercier et fils, 1879, 9 p.
- Rimes détachées, Vendôme, imprimerie de Lemercier et fils, 1881, 4 p.
- Première jeunesse, illusions. - Dix ans après, désillusions, Vendôme, imprimerie de Lemercier, 1882, 8 p.